# Henk Habets
Henk Habets (Heerlen, 20 juli 1950 – Valkenburg aan de Geul, 18 mei 2005) was een Nederlands kunstenaar met een grote lokale bekendheid. Habets hield zich bezig met schilderen, glas in lood en grafische technieken. Werk van hem werd tentoongesteld in onder andere Valkenburg, Zandvoort, Roermond, Beek en Donk, Düsseldorf en Maastricht.
Na de lagere school, de Mulo en de MTS Bouwkunde vervulde hij zijn dienstplicht. Daarna studeerde hij monumentale vormgeving aan de Stadsacademie van Maastricht. Hij woonde in Valkenburg – waar hij ook de meeste van zijn werken produceerde - en gaf les presentatietechniek aan de Leeuwenborgh opleiding Maastricht. 
Hij noemde zichzelf een individualist die sterk betrokken was bij wat er in de maatschappij gebeurde. Citaat: "Je kunt niet uit jezelf stappen en de ervaring en het gebeuren van je afschudden en naast je neer leggen als niet gebeurd. Die ballast neem je mee, ook in je werk en dat is goed. De werkelijkheid die mij omringt, ervaar ik als onrechtvaardig, zoals de uitbuiting van het kind in lage loon landen, dat 14 tot 16 uur moet werken in smerig stinkende en ongezonde fabrieken. De seksuele uitbuiting van kinderen door rijke toeristen of de vrouwen in China die als tweederangsburgers beschouwd worden. Het jagen op materialistische rijkdom waardoor het geestelijk welzijn verloren gaat, het lijkt er soms op, dat echt leven en blij zijn verboden en strafbaar zijn. Volwassen wereld kijk naar de spontaniteit, de energie, de speelsheid en de blijheid van de kinderwereld. Deze koester ik als een kostbaar bezit en vormt de inspiratiebron voor mijn werk. Niet dat ik geloof met mijn schilderijen aardverschuivingen teweeg te kunnen brengen: Al zijn er maar een paar mensen die ik aan het denken zet, dan heb ik mijn doel bereikt".
Habets overleed 18 mei 2005 aan de gevolgen van kanker.